# Žiga Rustja
Žiga Rustja, slovenski kantavtor, * 11. september 1988, Koper.

## Začetki, noom8 in delovanje v drugih zasedbah
Rojen je bil v Kopru, sicer pa prihaja s Parecaga (blizu Lucije). Z glasbo se je začel ukvarjati v osnovni šoli s petjem v šolskem zboru. Za enega njegovih prvih nastopov velja tisti na festivalu Črtica. Konec 90. (1998 oz. 1999) je sodeloval pri snemanju skladbe »Bit« zasedbe Zmelkoow, pri kateri je odpel del refrena v zborčku, nastopil pa je tudi v videospotu za omenjeni komad.
Na prehodu iz osnovne šole v gimnazijo so s prijatelji ustanovili alternativno rock skupino noom8, pri kateri je sprva deloval kot basist in vokalist, pozneje pa le kot vokalist. Skupina je bila aktivna med letoma 2004 in 2010, vrhunec pa so dosegli leta 2008, ko so med drugim nastopili na Rock Otočcu. V končni postavi so bend sestavljali Žiga kot vokalist, bobnar Dejan Stopar, basist Teo Korenika ter kitarista Ivana Kolarič in Dejan Vrbnjak. Po razpadu noom8 je, vzporedno s solistično kariero, kot vokalist sodeloval pri alterrock projektu Kontinoom, nadaljevanju noom8. Ta je deloval v letih od 2011 do 2014 (njihova zadnja vidnejša aktivnost je bilo potegovanje za nastop na Vičstocku 2014). Trenutno je član Enega Big Banda.

## Samostojna pot
Že v času noom8 se je Žiga začel preizkušati v pisanju pesmi, predvsem besedil. Svojo prvo skladbo »Letijo«, ki je izšla šele 10 let pozneje, je napisal leta 2004. Po razpadu noom8 se je odločil za samostojno glasbeno pot in začel več pozornosti posvečati svoji avtorski glasbi: pop-rock baladam v kantavtorskem slogu (označuje se ga tudi kot »pop kantavtorja z rock pridihom«). Svoj prvi samostojni singel »Zaprem oči« je predstavil spomladi 2013 in zanj posnel tudi svoj prvi videospot. Sprva je sodeloval s producentom Janom Baruco, znanim tudi pod imenom Yan Baray, s katerim je poleg »Zaprtih oči« posnel še pesmi »Na kavču«, »Istrska«, »Ker je poletje« in »Tuj kraj«. Nato pa je začel sodelovati s producentom Andreo F, začenši s singlom »Nisi sam«. Sestavil je svoj spremljevalni bend, katerega jedro so po nekaj »kadrovskih« spremembah tvorili Teo Korenika na bas kitari, Luka Ivanovič na kitari, Luka Jeraša za bobni, Tomaž Boškin/Mitja Bobič za klavirjem ter Tina Novak kot spremljevalna vokalistka. Spremljali so ga tudi Marko Hrvatin (kitare), Yan Baray (kitara, spremljevalni vokali), Roni Starc (bas) in Leja Romana Zupančič (spremljevalni vokal).
6. novembra 2013 je z bendom (Teo Korenika, Yan Baray, Tina Novak, Tomaž Boškin in Luka Jeraša) nastopil v oddaji Radio Live! Radia Koper. 24. maja 2014 je nastopil na koncertu ob praznovanju 65-letnice Radia Koper.
Bil je eden izmed nominirancev za zlato piščal za izvajalca leta 2015.
Pet let se je učil petja v Studiu Cantica pri Manici Smrdelj. Njegova glasbena vzornika sta John Mayer in Drago Mislej. Končal je dodiplomski študij italijanistike na Fakulteti za humanstične študije v Kopru. Pred leti je sodeloval v italijanski oddaji Amici voditeljice Marie de Filippi.

## AlbumZ moje perspektive
Decembra 2014 je pri založbi Dallas Records, pod okrilje katere je prišel novembra 2014, izšel njegov albumski prvenec Z moje perspektive, na katerega je bilo uvrščenih 10 pesmi: 9, za katere je glasbo in besedilo napisal sam, in uvodni »Intro« izpod peresa Andree F. Polovico albuma je Žiga posnel v studiu z Yanom Barayem, preostanek pa v koprskem Studiu Hendrix z glavnim producentom albuma Andreo F (Andrea Flego - Effe). Zasedba na albumu:
- Žiga Rustja – vokali, bas
- Luka Jeraša - Kuljo – bobni
- Dejan Stopar – bobni
- Teo Korenika − bas
- Jan Baruca – bas, kitare
- Luka Ivanovič − kitare
- Marko Hrvatin − kitare
- Tomaž Boškin – synth, klavir, harmonika
- Jernej Zoran − kitara (pri skladbi »Milijon črnih ptic«)

Ploščo je premierno predstavil 6. decembra v Kulturnem domu Izola. Na predstavitvi sta kot gosta nastopila Drago Mislej - Mef in Yan Baray. Promocija v Ljubljani se je zgodila 22. januarja 2015 v prostorih založbe.

## Delo na radiu
Septembra 2014 je postal radijski voditelj na Radiu Capris, že pred tem pa se je na Radiu Koper ljubiteljsko ukvarjal s poročanjem o motorističnih športih.

## Nastopi na glasbenih festivalih

### Melodije morja in sonca
- 2015: Ne sodim sem (Žiga Rustja - Žiga Rustja - Žiga Rustja, Andrea F.) - 13. mesto (4 točke)

### Poprock
- 2017: Pozabi na vse (Žiga Rustja - Žiga Rustja - Žiga Rustja, Andrea F.)

### Slovenska popevka
- 2021: Ko padeš (Žiga Rustja - Žiga Rustja)

## Diskografija
Albumi
- 2014: Z moje perspektive
- 2018: Čas

Radijski singli
| Leto | Pesem                         | Uradni videospot | Digitalni singel | Album              |
| ---- | ----------------------------- | ---------------- | ---------------- | ------------------ |
| 2013 | Zaprem oči                    | ✓                |                  | Z moje perspektive |
| 2013 | Ker je poletje                |                  |                  | Z moje perspektive |
| 2014 | Na kavču                      |                  |                  | Z moje perspektive |
| 2014 | Nisi sam                      | ✓                |                  | Z moje perspektive |
| 2015 | Kaj bo                        | ✓                |                  | Z moje perspektive |
| 2015 | Tuj kraj                      | ✓                |                  | Z moje perspektive |
| 2015 | Ne sodim sem (MMS 2015)       |                  | ✓                | —                  |
| 2015 | Istrska                       |                  |                  | Z moje perspektive |
| 2016 | Milijone črnih ptic           | ✓                |                  | Z moje perspektive |
| 2017 | Rabim samo tebe               | ✓                | ✓                | Čas                |
| 2017 | Pozabi na vse (Poprock 2017)  | ✓                | ✓                | Čas                |
| 2017 | Kralj zelenega peresa         | ✓                | ✓                | Čas                |
| 2018 | Nov list (feat. Anika Horvat) | ✓                |                  | Čas                |
| 2020 | Piera                         |                  |                  | —                  |
| 2020 | Pridi, greva                  | ✓                | ✓                | —                  |